# Sébastien Brant
Pour les articles homonymes, voir Brant.
Œuvres principales
- La Nef des fous

Sébastien Brant (1458 à Strasbourg - 10 mai 1521 à Strasbourg) est un humaniste et poète satirique de langue allemande, auteur notamment de La Nef des fous, illustrée par Albrecht Dürer et qui fut, avant les Souffrances du jeune Werther de Goethe, l'ouvrage populaire le plus souvent imprimé en Europe.

## Biographie

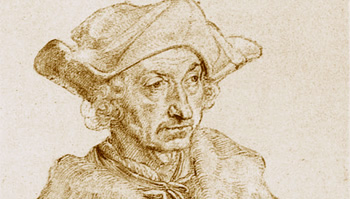
Portrait de Brant; dessin d'Albrecht Dürer (extrait)

Fils d'aubergistes strasbourgeois (à l'auberge au Lion d'or, rue d'Or), qui ont fait fortune dans le commerce du vin, Sébastien Brant est très tôt orphelin : Son père meurt en 1467. 
Brant fait ses études universitaires à Sélestat puis à Bâle, à partir  de 1475. Il est d'abord bachelier ès-arts, puis licencié en droit avant d'obtenir un doctorat in utroque jure en 1489. 
En 1485, il épouse la bâloise Elisabeth Bürgis, fille d'un coutelier, avec qui il aura sept enfants. Souhaitant que son fils aîné, Onuphrius, devienne un humaniste, il lui apprend le latin au berceau et le fait immatriculer à l'université à ses sept ans.
Son cursus universitaire lui permet d'être dans un premier temps chargé de cours à l'Université de Bâle en tant que professeur de droit et de poésie. Par la suite, à partir de 1492, il occupe, par intermittence, la fonction de doyen de la Faculté de droit. Enfin, il obtient le statut de Professeur en titre en 1496.
C'est à Bâle qu'il participe aux cercles savants et humanistes. Il s'y construit son réseau, y côtoie nombre d'intellectuels et de gens du livre (Johann Amerbach, Johann Froben, Érasme...).
C'est à Bâle qu'il édite un manuel d'introduction à l'étude du droit, plusieurs fois réédité, des œuvres poétiques de Virgile, l'œuvre complète de Pétrarque et des traités de certains pères de l'Église. Il contribue ainsi à la naissance de l'humanisme bâlois, sachant lui-même le latin et passablement le grec.

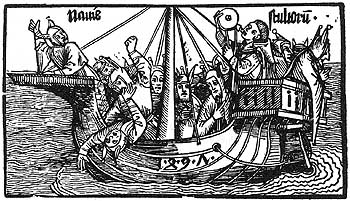
La Nef des fous.
Gravure d'Albrecht Dürer (1498).

En 1494, il crée un nouveau genre littéraire, celui de la Narrenliteratur, le genre bouffon, en publiant son œuvre majeure, La Nef des fous (Das Narrenschiff en allemand), critique de la faiblesse et de la folie de ses contemporains.

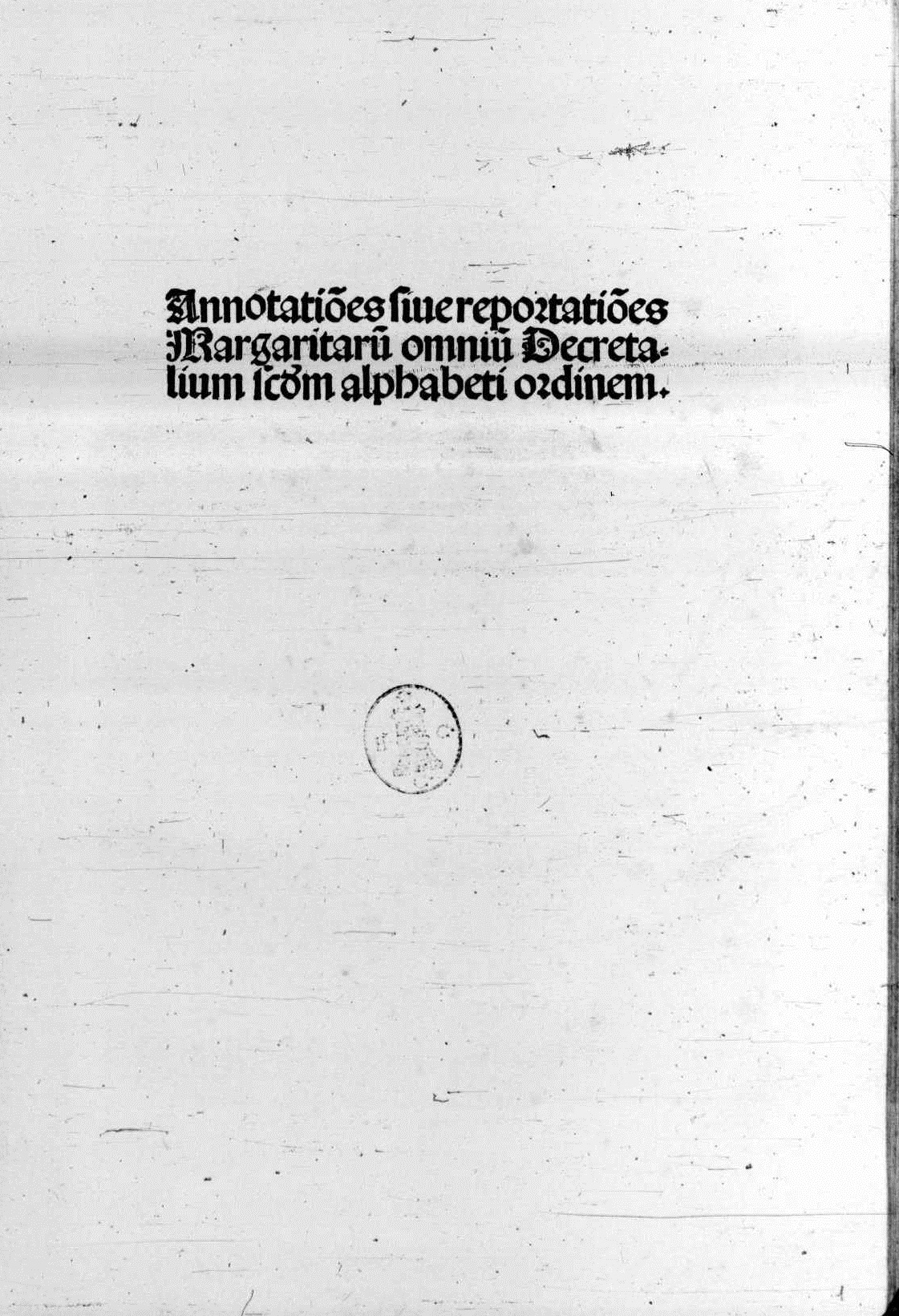
Margarita Decretalium, 1496

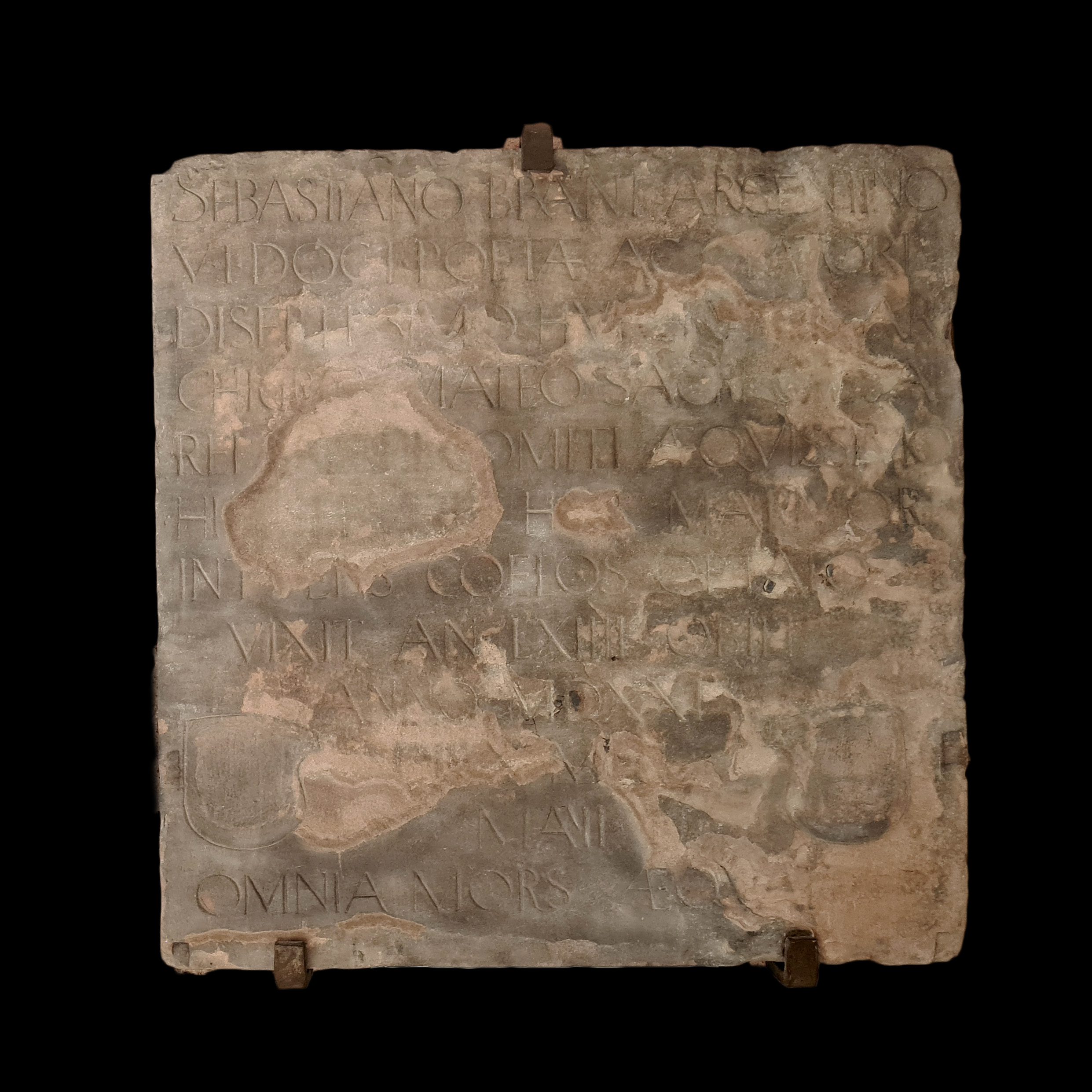
Épitaphe à l'église Saint-Thomas de Strasbourg.

De retour à Strasbourg en 1500, Brant devient conseiller juridique de la ville puis son secrétaire jusqu'à sa mort en 1521 ; son grand-père avait été sept fois membre du conseil. 
Par ailleurs, il sollicite à plusieurs reprises l'Empereur pour qu'il repousse les Turcs afin de sauver l'Occident. Mais, lorsqu'il s'aperçoit que l'Empereur qu'il vénère, n'est pas à la hauteur de cette tâche, il écrit en 1504, dans une lettre à l'humaniste Konrad Peutinger d'Augsbourg, que la fonction impériale peut tout aussi bien être assumée par un autre peuple si les Allemands sont incapables de jouer le rôle qui leur a été assigné par l'Histoire. Dans le même esprit, Brant fit en 1492 l'éloge de Ferdinand le Catholique, vainqueur des Maures et unificateur de l'Espagne.